# 2004년 롯데 자이언츠 시즌
2004년 롯데 자이언츠 시즌은 롯데 자이언츠가 KBO 리그에 참가한 23번째 시즌이다. 양상문 감독이 팀을 이끈 첫 시즌이며, 팀은 어린 선수들이 주축이 된 탓인지 수비가 견고하지 못해 자주 실책을 저지른 데다 젊은 투수들이 과감하게 공을 뿌리지 못하여 7위 한화 이글스에 3경기 차로 밀려 4시즌 연속 시즌 최하위에 머물렀다.

## 타이틀
- 올스타 선발: 정수근 (외야수)
- 올스타전 추천선수: 염종석, 페레즈, 손인호
- 수비 WAR: 최기문 (1.73)
- 미스터올스타: 정수근
- 사구: 이대호 (20)
- 홀드: 임경완 (22)
- 견제 아웃: 최기문 (4)
- 야구인 골프대회 니어리스트 경연 1위: 양상문

### 퓨처스리그
- 남부리그 홀드: 노승욱, 이명우 (6)
- 남부리그 평균자책점: 양성제 (2.48)

## 선수단
- 선발투수: 박지철, 주형광, 염종석, 김장현, 이상목, 양성제
- 구원투수: 임경완, 이명우, 이정훈, 박석진, 강상수, 가득염, 손용수, 장원준, 이정민, 노승욱
- 마무리투수: 손민한, 노장진, 이용훈, 허준혁, 최대성, 이상훈, 김사율
- 포수: 최기문, 허일상, 최준석, 강민호, 성민국, 박경진
- 1루수: 라이온, 김승관
- 2루수: 박준서, 신명철, 조성환, 박현승, 심제훈, 박진환, 문규현
- 유격수: 박기혁, 김태균, 조인신
- 3루수: 김종성, 이대호
- 좌익수: 손인호, 서정호, 이계성, 박정준, 이인구
- 중견수: 정수근, 김주찬, 김만윤, 조효상
- 우익수: 페레즈, 이시온
- 지명타자: 박연수, 김대익, 박정태, 황이갑

## 특이 사항
- 홈구장인 사직 야구장의 잔디를 필드터프로 잔디갈이했다.
- 투수 노장진은 8월 3일 한화 이글스와의 경기에서 시즌 처음이자 마지막으로 타석을 소화했는데, 여기서 고의4구로 출루하는 희귀한 경험을 했다.
- 이명우는 2004년 시즌 총 출장 경기 18경기(26이닝) 중 1경기만을 선발 투수로 출전했는데, 그 경기에서 완봉승을 거두었다.
- 이대호는 KBO 리그 사상 최초로 시즌 20홈런을 치고도 그 해 승리기여도 음수를 기록한 선수가 되었다.
- 강민호는 이 시즌 1군에 데뷔하여 KBO 리그 역대 1군 출전 선수 중 첫 국제디지털대학교 출신 타자가 되었다.

## 같이 보기
- 2007년 롯데 자이언츠 시즌